# جهانشاهي (كوه بنج)
جهانشاهي (بالفارسية: جهانشاهی) هي قرية تقع في إيران في البلدة المركزية. يقدر عدد سكانها بـ 0 نسمة بحسب إحصاء 2016.